# Danemark au Concours Eurovision de la chanson 2014
Le Danemark a annoncé en 2013 sa participation au Concours Eurovision de la chanson 2014 à Copenhague, au Danemark.
Basim, représentant le Danemark au Concours Eurovision de la chanson, est annoncé le 8 mars 2014, à la suite de sa victoire lors de la finale nationale Dansk Melodi Grand Prix 2014.
Sa chanson est Cliché love song.

## Processus de sélection: Dansk Melodi Grand Prix 2014
Le jury de la finale est composé de:
- Jørgen de Mylius, journaliste
- Camille Jones, chanteuse
- Søs Fenger, chanteur
- Lars Pedersen, (Chief1), DJ
- Mich Hedin Hansen, Cutfather

| Ordre | Artiste                            | Chanson                | Compositeur(s)                                                                                             | Résultat      |
| ----- | ---------------------------------- | ---------------------- | --- | ------------- |
| 1     | Bryan Rice                         | "I Choose U"           | Bryan Rice, Lars Halvor Jensen, Johannes Jørgensen, Shanna Crooks                                          | Out           |
| 2     | Rebekka Thornbech                  | "Your Lies"            | Danne Attlerud, Gustav Eurén, Niclas Arn                                                                   | Superfinalist |
| 3     | SONNY                              | "Feeling the You"      | Sonny Fredie Pedersen, Frederik Tao Nordsøe Schjoldan, Thomas Lumpkins                                     | Out           |
| 4     | Danni Elmo                         | "She's the One"        | Engelina, Alexander Brown, Søren Vestergaard, Marcus Linnet                                                | Out           |
| 5     | Émilie Moldow                      | "Vi finder hjem"       | Engelina, Ole Brodersen, Kasper Larsen, Basim                                                              | Out           |
| 6     | GlamboyP                           | "Right By Your Side"   | Mathias Kallenberger, Andreas Berlin, Jasmine Anderson                                                     | Out           |
| 7     | Nadia Malm                         | "Before You Forget Me" | Nadia Malm                                                                                                 | Out           |
| 8     | Basim                              | "Cliche Love Song"     | Lasse Lindorff, Kim Nowak-Zorde, Daniel Fält, Basim                                                        | Superfinalist |
| 9     | Anna David                         | "It Hurts"             | Anna David, Lasse Lindorff, Kim Nowak-Zorde, Jeremy Huffleman, Marli Harwood, Michael Harwood, Nick Keynes | Out           |
| 10    | Michael Rune feat. Natascha Bessez | "Wanna Be Loved"       | Lars Halvor Jensen, Martin Larsson, Luke Madden, Lemare Obika                                              | Superfinalist |

### Superfinale
| Ordre | Artiste                            | Chanson            | S. Fenger | Chief1 | C. Jones | J. de Mylius | Cutfather | SMS voting | Total | Place |
| ----- | ---------------------------------- | ------------------ | --------- | ------ | -------- | ------------ | --------- | ---------- | ----- | ----- |
| 2     | Rebekka Thornbech                  | "Your Lies"        | 2         | 2      | 2        | 1            | 1         | 7          | 15    | 2     |
| 8     | Basim                              | "Cliche Love Song" | 3         | 3      | 3        | 3            | 3         | 15         | 30    | 1     |
| 10    | Michael Rune feat. Natascha Bessez | "Wanna Be Loved"   | 1         | 1      | 1        | 2            | 2         | 8          | 15    | 2     |

## À l'Eurovision
Le Danemark, en tant que pays organisateur, a participé directement à la finale le 10 mai, sans passer par les demi finales. Lors de la finale, le pays a terminé à la 9e place, avec 74 points.